# نیروگاه هسته‌ای موچووتسه
نیروگاه هسته‌ای موچووتسه (به لاتین: Mochovce Nuclear Power Plant) یک نیروگاه هسته‌ای در اسلواکی است که در منطقه نیترا واقع شده‌است.